# Bahar Toksoy Guidetti
Bahar Toksoy Guidetti; z d. Toksoy (ur. 6 lutego 1988 w Izmirze) – turecka siatkarka, reprezentantka kraju.
Uczestniczka Letnich Igrzysk Olimpijskich 2012 w Londynie.

## Życie prywatne
23 sierpnia 2013 wyszła za mąż za Giovanniego Guidettiego, włoskiego trenera żeńskiej reprezentacji Turcji oraz Vakifbanku Stambuł. 29 września 2016 urodziła się ich córka Alison.

## Sukcesy klubowe
Puchar Challenge:
- 2008

Mistrzostwo Turcji:
- 2013, 2014, 2017
- 2010, 2011, 2012, 2015, 2021
- 2016, 2018, 2019

Liga Mistrzyń:
- 2011, 2013
- 2014
- 2015

Klubowe Mistrzostwa Świata:
- 2013
- 2011

Puchar Turcji:
- 2013, 2014, 2017

Superpuchar Turcji:
- 2013

## Sukcesy reprezentacyjne
Liga Europejska:
- 2010

Mistrzostwa Europy:
- 2011, 2017

Grand Prix:
- 2012

## Nagrody indywidualne
- 2011: Najlepsza zagrywająca Mistrzostw Europy
- 2011: Najlepsza zagrywająca Klubowych Mistrzostw Świata
- 2013: Najlepsza blokująca finałów ligi tureckiej
- 2014: Najlepsza serwująca finałów ligi tureckiej